# Scopula fuliginosa
Scopula fuliginosa là một loài bướm đêm trong họ Geometridae.